# Dolmen di San Silvestro
Il Dolmen di San Silvestro è una tomba megalitica dell'età del bronzo situato nel comune di Giovinazzo, nella città metropolitana di Bari. Il dolmen fu scoperto casualmente nel 1961 quando una ruspa tagliò nel mezzo il monumento funerario, mentre si cercava di prelevare del pietrisco. È un bell'esempio dell'architettura megalitica del secondo millennio A.C. nel sud Italia.
In origine aveva la forma di una collina circolare racchiusa da muretti a secco, di circa 40 metri di diametro e 10 metri di altezza. Come altri sistemi di questo tipo, può essere fatto risalire all'età del bronzo (1500-1200 A.C.). Probabilmente fu edificato da una comunità che viveva sul basso promontorio su cui sorge il paese di Giovinazzo.
All'interno della collina si trova una lunga galleria orientata da nord a sud fatta di lastre e muratura, che è ricoperta da grandi lastre. Alla sua estremità meridionale si trova una grande camera circolare in muratura a secco a forma di tholos. Sul lato nord, la camera, alta circa 50 cm, è piena di pietre. Qui sono stati trovati i resti di 13 persone con corredi funerari di varie culture, il che fa supporre che probabilmente il dolmen sia stato utilizzato ininterrottamente nel tempo.
A differenza degli analoghi complessi megalitici di Bisceglie, il dolmen di San Silvestro è ancora poco conosciuto a 50 anni dalla sua scoperta e restauro.